# Melicope jugosa
Melicope jugosa là một loài thực vật thuộc họ Rutaceae. Đây là loài đặc hữu của Malaysia.